# Grandvals
Grandvals ist eine französische Gemeinde im Département Lozère in der Region Okzitanien. Sie gehört zum Kanton Peyre en Aubrac und zum Arrondissement Mende. 

## Lage
Sie grenzt im Nordwesten an Saint-Rémy-de-Chaudes-Aigues, im Nordosten und im Osten an Brion, im Süden an Recoules-d’Aubrac und im Westen an Saint-Urcize. Das Gemeindegebiet gehört zum Regionalen Naturpark Aubrac.

## Bevölkerungsentwicklung

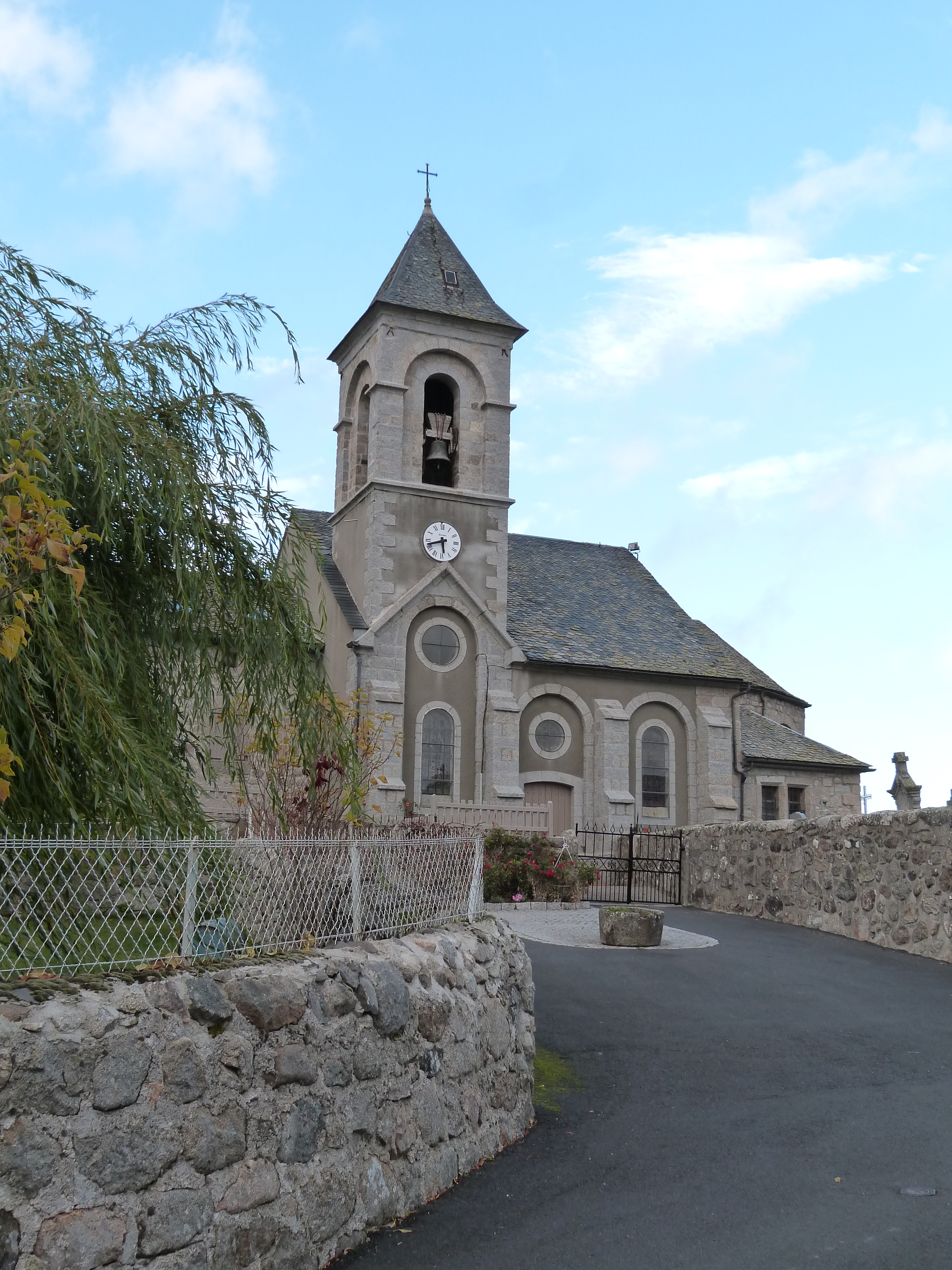
Kirche Mariä Geburt

| Jahr      | 1962 | 1968 | 1975 | 1982 | 1990 | 1999 | 2008 | 2018 |
| --------- | ---- | ---- | ---- | ---- | ---- | ---- | ---- | ---- |
| Einwohner | 171  | 173  | 175  | 127  | 103  | 92   | 80   | 69   |